# کریستوفر لوید
کریستوفر لوید (انگلیسی: Christopher Lloyd؛ زاده ۲۲ اکتبر ۱۹۳۸) هنرپیشه اهل ایالات متحده آمریکا است.

## گزیده فیلمشناسی
از فیلم‌ها یا برنامه‌های تلویزیونی که وی در آن نقش داشته‌است می‌توان به آثار زیر اشاره کرد.
- دیوانه از قفس پرید (۱۹۷۵)
- رهسپار جنوب (۱۹۷۸)
- بانوی سرخ‌پوش (فیلم ۱۹۷۹) (۱۹۷۹)
- اسکیزویید (فیلم) (۱۹۸۰)
- پستچی همیشه دو بار زنگ می‌زند (فیلم ۱۹۸۱) (۱۹۸۱)
- آقای مادر (۱۹۸۳)
- بودن یا نبودن (فیلم ۱۹۸۳) (۱۹۸۳)
- پیشتازان فضا ۳: جستجو برای اسپاک (۱۹۸۴)
- ماجراهای بوکارو بانزایی در بعد هشتم (۱۹۸۴)
- بازگشت به آینده (۱۹۸۵)
- سرنخ (۱۹۸۵)
- معجزه (فیلم ۱۹۸۶) (۱۹۸۶)
- مسیر ۲۹ (۱۹۸۸)
- چه کسی برای راجر رابیت پاپوش دوخت؟ (۱۹۸۸)
- هشت مرد بیرونی (۱۹۸۸)
- تیم رؤیایی (۱۹۸۹)
- بازگشت به آینده قسمت ۲ (۱۹۸۹)
- بازگشت به آینده قسمت ۳ (۱۹۹۰)
- فیلم ماجراهای اردک: چراغ جادو (۱۹۹۰)
- کماندوی فضایی (۱۹۹۱)
- خانواده آدامز (فیلم ۱۹۹۱) (۱۹۹۱)
- بیست دلار (۱۹۹۳)
- دنیس تهدید (فیلم) (۱۹۹۳)
- ارزش‌های خانواده آدامز (۱۹۹۳)
- کمپ ناکجاآباد (۱۹۹۴)
- ارباب صفحات (۱۹۹۴)
- کمپ ناکجاآباد (۱۹۹۴)
- فرشتگان در زمین بیس‌بال (۱۹۹۴)
- کارهایی که بعد از مرگت (۱۹۹۶)
- مزرعه کادیلاک (۱۹۹۶)
- آناستازیا (۱۹۹۷)
- مرد روی ماه (۱۹۹۹)
- بزن بریم ماه (۲۰۰۸)
- افسانه دسپرو (فیلم) (۲۰۰۸)
- آوای وحش (فیلم ۲۰۰۹) (۲۰۰۹)
- پیرانا سه‌بعدی (۲۰۱۰)
- عشق، عروسی، ازدواج (۲۰۱۱)
- پیرانا سه‌بعدی‌دی (۲۰۱۲)
- سفر به دهلی (۲۰۱۲)
- یک میلیون راه برای مردن در غرب (۲۰۱۴)
- شهر گناه: بانویی که به خاطرش می‌کشم (۲۰۱۴)
- ۸۸ (فیلم) (۲۰۱۵)
- من یک قاتل سریالی نیستم (۲۰۱۶)
- مرگ در سرقت مسلحانه (فیلم ۲۰۱۷) (۲۰۱۷)
- طراحی یک قتل (۲۰۱۸)
- تماشاخانه آمریکایی (۱۹۸۲)
- چیرز (۱۹۸۴)
- ماجراهای اردک: چراغ جادو
- داستان‌های شگفت‌انگیز (مجموعه تلویزیونی ۱۹۸۵) (۱۹۸۶)
- ویژه روز زمین (۱۹۹۰)
- قصه‌های جزیره (۱۹۹۲)
- در جستجوی دکتر سئوس (۱۹۹۴)
- حق سکوت (فیلم آمریکایی) (۱۹۹۶)
- آلیس در سرزمین عجایب (فیلم ۱۹۹۹) (۱۹۹۹)
- دنیای مالکوم (۲۰۰۲)
- بال غربی (مجموعه تلویزیونی) (۲۰۰۵)
- پادشاه تپه (۲۰۰۵)
- اساتید وحشت (۲۰۰۶)
- چاک (مجموعه تلویزیونی) (۲۰۱۰)
- فرینج (۲۰۱۱)
- مرغ ربات (۲۰۱۱–۲۰۱۳)
- داستان زندگی هوپ (۲۰۱۳)
- غیب‌گو (مجموعه تلویزیونی) (۲۰۱۳)
- سیمپسون‌ها (۲۰۱۵)
- تئوری بیگ بنگ (۲۰۱۶)
- ۱۲ میمون (مجموعه تلویزیونی) (۲۰۱۷–۲۰۱۸)
- روزان (۲۰۱۸)
- ان‌سی‌آی‌اس (۲۰۲۰)
- هیچکس (۲۰۲۱)
- روح هالووین (۲۰۲۲)
- ناندور فودور و خدنگ سخنگو (۲۰۲۳)